# 국제 인종 차별 철폐의 날
국제 인종 차별 철폐의 날( 國際 人種 差別 撤廢의 날 / International Day for the Elimination of Racial Discrimination)은 매년 3월 21일이며, 인종 차별을 철폐하기 위한 노력의 원동력으로 삼고자 1966년에 유엔 총회(United Nations General Assembly)가 선포한 날이다. 이 날은 1960년 3월 21일에 남아프리카 공화국 샤프빌(Sharpeville)에서 아파르트헤이트(apartheid)에 반대하며 평화적 집회를 벌이다 경찰의 발포에 의해 69명의 시민들이 희생되었던 사건으로부터 유래되었다 (샤프빌 학살)
그 후로 남아프리카 공화국에서의 아파르트헤이트(apartheid) 체계는 해체되었다. 인종차별주의 법과 관습들은 많은 나라에서 폐지되었고, 유엔은 인종 차별 철폐에 관한 국제 협정(International Convention on the Elimination of Racial Discrimination)에 따라 인종차별주의와 싸우는 세계적인 틀을 확립했다. 협정은 현재 전 세계의 비준에 근접해 있다. 그러나 여전히 많은 지역에서 많은 개인, 공동체 그리고 사회는 인종차별주의가 야기하는 부정의와 오명을 경험하고 있다.
세계 인권 선언(Universal Declaration of Human Rights)의 첫 번째 조항은 “모든 인간은 존엄과 권리를 지니고 자유롭고 평등하게 태어났다.”라고 확언한다. 이 날은 이 이상을 증진하고 보호하기 위한 우리의 집단적인 책임을 우리에게 일깨워 준다.